# アラン・マキナリー
アラン・ブルース・マキナリー（Alan Bruce McInally, 1963年2月10日 - ）は、スコットランド・エア出身の元サッカー選手、元スコットランド代表。現役時代のポジションはフォワード。現役引退後は、Sky Sportsで解説者を務める。父のジャッキー (Jackie) は、キルマーノックFCで活躍した元サッカー選手であり、同クラブ史上初となるリーグタイトル獲得に貢献している。

## 経歴

### クラブ
地元のエア・ユナイテッドFCでプロ生活を開始し、1980-81シーズンのスコティッシュ・フットボールリーグ・ディヴィジョン1 (2部) で初出場を飾る。センターフォワードの主力として3試合に1得点を挙げる得点率を誇り、特に1983-84シーズンは勝ち点1差で降格を回避したように低迷するチームにあって、35試合15得点を挙げる活躍を見せた。
1984年に移籍したスコティッシュ・フットボールリーグ・プレミアディヴィジョンの強豪セルティックFCでは、モ・ジョンストンとブライアン・マクレアーといった強力な点取り屋の存在から主に控えの立場だったが、限定された出場機会の中で、1985年5月のレンジャーズFCとのオールドファームで先制点を挙げるなどで結果を残していき、最終的にデイヴィッド・ヘイ監督に3人同時起用を決意させることに成功し、レギュラーとなった1986-87シーズンは、ハミルトン・アカデミカルFC戦でのハットトリックを含むリーグ戦15得点を挙げた。
1994年夏に移籍金22万5000ポンドでフットボールリーグ・ディヴィジョン2 (イングランド2部) のアストン・ヴィラFCと契約する。1987-88シーズン前の親善試合で負傷したことで最初の10試合を逃し、僅かリーグ戦4得点で終了したが、2位でフットボールリーグ・ディヴィジョン1に昇格した1988-89シーズンは、最初の4試合で6得点と高い得点力を見せつけており、後半戦に尻すぼみとなりながらも最終的に14得点を挙げる成功を収め、FAカップとフットボールリーグカップの2つのカップ戦でも大量点を挙げる活躍は僅か2シーズンの在籍だったものの、ファンから多大な人気を得た。
1997年夏に移籍金120万ポンドでドイツ・ブンデスリーガ (ドイツ1部) のバイエルン・ミュンヘンと契約する。加入1季目の1989-90シーズンは、初出場を飾った1.FCニュルンベルクとのバヴァリアン・ダービーで2得点を挙げる最高のスタートを切ると、その後、主力としてVfLボーフム戦やFC08ホンブルクでも2得点を挙げるなどで最終的に31試合10得点とまずまずの結果を残し、UEFAチャンピオンズカップ 1989-90では準決勝の強豪ACミラン相手に決勝点を挙げた (なお、チームはアウェーゴール2-2で敗退)。だが、翌1990-91シーズンに向けた練習中に若手選手のアラン・ニールセンとの衝突の際に膝を負傷したことで以後のシーズンは負傷に悩まされるようになり、残りの3シーズンは僅か9試合無得点の記録にとどまった。しかし、UEFAチャンピオンズカップ 1990-91では、一定の結果を残しており、APOELニコシア戦とCSKAソフィア戦でそれぞれ1得点を挙げている。1991年10月のボルシア・ドルトムント戦において、ブルーノ・ラッバディアとの交代で後半から出場したのが、バイエルンでの最後の試合だった。
バイエルンとの契約満了後は、アリー・マクラウドの功労試合において古巣エア・ユナイテッドでプレーし、その翌週にはエヴァートンのトライアルに参加していた。最終的にセルティック時代の同僚だった トミー・バーンズ監督に誘われる形で、父ジャッキー (Jackie) が過去に活躍したキルマーノックFCへ1994年移籍するが、バイエルン時代の負傷が影響し、満足いく出場機会を得られずに31歳で現役引退した。

### 代表
スコットランド代表としては、1989年2月に1990 FIFAワールドカップ・ヨーロッパ予選のキプロス戦で初出場を飾り、2試合目となった5月のチリ戦で初得点を挙げる。その後、ワールドカップ予選でユーゴスラビア戦とフランス戦でもプレーして1990 FIFAワールドカップ出場権獲得に貢献し、1990年5月にマルタとの親善試合で2得点を挙げるなどでアピールし、晴れてワールドカップのメンバーに選出された。しかし、最初のコスタリカ戦でモ・ジョンストンとコンビを組み90分フル出場したものの、得点を挙げられずに0-1で敗北すると、グループリーグ残り試合でマキナリーの出場は訪れず、以後の代表での出番はなかった。

## 個人成績

### クラブでの出場記録
出典:
| クラブ                 | シーズン         | 国内リーグ                             | 国内リーグ | 国内リーグ | カップ | カップ | リーグカップ | リーグカップ | 国際大会 | 国際大会 | 合計 | 合計 |
| クラブ                 | シーズン         | 所属リーグ                             | 出場       | 得点       | 出場   | 得点   | 出場         | 得点         | 出場     | 得点     | 出場 | 得点 |
| ---------------------- | ---------------- | -------------------------------------- | ---------- | ---------- | ------ | ------ | ------------ | ------------ | -------- | -------- | ---- | ---- |
| エア・ユナイテッド     | 1980-81          | スコティッシュ・ディヴィジョン1        | 6          | 0          |        |        |              |              | -        | -        | 6    | 0    |
| エア・ユナイテッド     | 1981-82          | スコティッシュ・ディヴィジョン1        | 17         | 9          |        |        |              |              | -        | -        | 17   | 9    |
| エア・ユナイテッド     | 1982-83          | スコティッシュ・ディヴィジョン1        | 35         | 7          |        |        |              |              | -        | -        | 35   | 7    |
| エア・ユナイテッド     | 1983-84          | スコティッシュ・ディヴィジョン1        | 35         | 15         |        |        |              |              | -        | -        | 35   | 15   |
| エア・ユナイテッド     | 合計             | 合計                                   | 93         | 31         |        |        |              |              | -        | -        | 93   | 31   |
| セルティック           | 1984-85          | スコティッシュ・プレミアディヴィジョン | 12         | 1          | 1      | 0      | 3            | 3            | 0        | 0        | 16   | 4    |
| セルティック           | 1985-86          | スコティッシュ・プレミアディヴィジョン | 16         | 1          | 0      | 0      | 3            | 2            | 0        | 0        | 19   | 3    |
| セルティック           | 1986-87          | スコティッシュ・プレミアディヴィジョン | 38         | 15         | 4      | 1      | 5            | 0            | 0        | 0        | 47   | 16   |
| セルティック           | 合計             | 合計                                   | 66         | 17         | 5      | 1      | 11           | 5            | 0        | 0        | 82   | 23   |
| アストン・ヴィラ       | 1987-88          | フットボールリーグ・ディヴィジョン2    | 26         | 4          | 2      | 1      | 3            | 1            | -        | -        | 31   | 6    |
| アストン・ヴィラ       | 1988-89          | フットボールリーグ・ディヴィジョン1    | 33         | 14         | 2      | 1      | 3            | 4            | -        | -        | 38   | 19   |
| アストン・ヴィラ       | 合計             | 合計                                   | 59         | 18         | 4      | 2      | 6            | 5            | -        | -        | 69   | 25   |
| バイエルン・ミュンヘン | 1989-90          | ドイツ・ブンデスリーガ                 | 31         | 10         | 4      | 1      | 0            | 0            | 8        | 1        | 43   | 12   |
| バイエルン・ミュンヘン | 1990-91          | ドイツ・ブンデスリーガ                 | 7          | 0          | 0      | 0      | 0            | 0            | 4        | 2        | 11   | 2    |
| バイエルン・ミュンヘン | 1991-92          | ドイツ・ブンデスリーガ                 | 2          | 0          | 0      | 0      | 0            | 0            | 0        | 0        | 2    | 0    |
| バイエルン・ミュンヘン | 1992-93          | ドイツ・ブンデスリーガ                 | 0          | 0          | 0      | 0      | 0            | 0            | 0        | 0        | 0    | 0    |
| バイエルン・ミュンヘン | 合計             | 合計                                   | 40         | 10         | 4      | 1      | 0            | 0            | 12       | 3        | 56   | 14   |
| キルマーノック         | 1993-94          | スコティッシュ・プレミアディヴィジョン | 8          | 0          | 0      | 0      | 0            | 0            | -        | -        | 8    | 0    |
| キルマーノック         | 合計             | 合計                                   | 8          | 0          | 0      | 0      | 0            | 0            | -        | -        | 8    | 0    |
| キャリア通算成績       | キャリア通算成績 | キャリア通算成績                       | 266        | 76         | 13     | 4      | 17           | 10           | 12       | 3        | 308  | 93   |

### 代表での成績
出典:
| スコットランド代表 | スコットランド代表 | スコットランド代表 |
| 年                 | 出場               | 得点               |
| ------------------ | ------------------ | ------------------ |
| 1989               | 4                  | 1                  |
| 1990               | 4                  | 2                  |
| Total              | 8                  | 3                  |

#### 代表での得点
出典:
| #  | 開催日        | 開催地     | 対戦国 | スコア | 結果 | 大会         |
| -- | ------------- | ---------- | ------ | ------ | ---- | ------------ |
| 1. | 1989年5月30日 | グラスゴー | チリ   | 1-0    | 2-0  | ラウスカップ |
| 2. | 1990年5月28日 | アッタード | マルタ | 0-1    | 1-2  | 親善試合     |
| 3. | 1990年5月28日 | アッタード | マルタ | 1-2    | 1-2  | 親善試合     |

## 獲得タイトル
クラブ
セルティックFC
- スコティッシュ・フットボールリーグ・プレミアディヴィジョン : 1985-86
- スコティッシュカップ : 1984-85

バイエルン・ミュンヘン
- ドイツ・ブンデスリーガ : 1989-90
- DFLスーパーカップ : 1990